# チェイス・ドーランダー
タイラー・チェイス・ドーランダー（Tyler Chase Dollander, 2001年10月26日 - ）は、アメリカ合衆国ジョージア州コロンビア郡エバンス出身のプロ野球選手（投手）。右投右打。MLBのコロラド・ロッキーズ所属。

## 経歴

### プロ入り前
ジョージアサザン大学に進学し、1年目の2021年は12試合（先発11試合）に登板して4勝3敗、防御率4.04、64奪三振を記録した。その後、同年オフにテネシー大学へ転校した。
2022年は16試合（先発14試合）に登板して10勝0敗、防御率2.39、108奪三振の成績を記録し、SECの最優秀投手賞を受賞した。

### プロ入りとロッキーズ時代
2023年のMLBドラフト1巡目（全体9位）でコロラド・ロッキーズから指名されプロ入り。契約金は571万6,900ドル。
2024年に傘下のA＋級スポケーン・インディアンスでプロデビューし、7月にAA級ハートフォード・ヤードゴーツへ昇格。2チーム合計で23試合に先発登板して6勝2敗、防御率2.59、169奪三振を記録した。
2025年4月6日のアスレチックス戦に先発登板してメジャーデビューし、5回4失点で勝利投手となった。

## 詳細情報

### 背番号
- 32（2025年 - ）